# Nangeen
Nangeen (nep. नाङ्गिन) – gaun wikas samiti we wschodniej części Nepalu w strefie Meći w dystrykcie Panchthar. Według nepalskiego spisu powszechnego z 2001 roku liczył on 1216 gospodarstw domowych i 6666 mieszkańców (3409 kobiet i 3257 mężczyzn).